# Færøsk (sprog)
 For alternative betydninger, se Færøsk. (Se også artikler, som begynder med Færøsk)
Færøsk (føroyskt (mál) [førist måal]) er et vestnordisk sprog, som har udviklet sig fra det oldnordiske sprog som landnamsmændene talte da de bosatte sig på Færøerne i det 9. århundrede. Siden dengang har man talt færøsk på Færøerne.
Det er hovedsproget for de godt 54.000 indbyggere på Færøerne og tales af ca. 25.000 færinger bosat i Danmark og formodentlig af ca. 5.000 færinger i resten af verden. Færingerne har relativt let ved at forstå islandsk især på skrift, mens islændinge derimod ofte ikke forstår færøsk.

## Historie

### Norrønt
I de første århundreder efter nordboernes kolonisation var sproget det gamle fælles vestnordiske sprog norrønt, som foruden på Færøerne også blev talt i Norge, på Island, Shetlandsøerne, Orkneyøerne, Sutherland og Hebriderne. Dengang havde norsk de gamle særkender f.eks. af morfologisk, leksikalsk og ortografisk art, som man endnu kender fra færøsk og i endnu højere grad fra islandsk.
Indtil det 15. århundrede lignede det færøske skriftsprog islandsk og gammelnorsk.

### Skriftsproget forsvinder
Efter reformationen forbød det danske styre brugen af færøsk (og norsk) i skoler, kirken og officielle dokumenter, og i over 300 år blev færøsk stort set kun brugt mundtligt. Historisk set fik dansk således en særdeles fremtrædende rolle på Færøerne og var i flere århundreder færingernes eneste skriftsprog. Til gengæld er der en rig skat af færøske folkeviser og kvad samt sagn og eventyr, som er overleveret mundtligt gennem århundreder.
Húsavíksbrevet fra 1407 er det sidste færøske skrift der er bevaret fra tiden før reformationen. Frem til Jens Christian Svabo (1746–1824) i 1770-erne påbegyndte sin nedtegning af færøske kvad og skrev et udkast til en ordbog, findes der ikke bevaret noget skriftligt materiale. I mangel af skriftlige kilder ved forskerne ikke nøjagtig hvordan færøsk udviklede sig i denne periode, men resultatet af den sproglige udvikling var at det færøske sprog i 1700-tallet adskiller sig markant mere fra norsk end sproget omkring 1400.

### Det moderne færøske skriftsprog
Færøsk blev genoplivet som skriftsprog, da Venceslaus Ulricus Hammershaimb i 1854 udgav en ny ortografi for færøsk. Hammershaimbs ortografi er ikke fonetisk, men bygger direkte på den oldnordiske tradition. Den er derfor blevet kritiseret for at være for kompliceret. I 1898 lancerede sprogforskeren Jákup Jakobsen en alternativ færøsk ortografi baseret på fonetiske principper, men den slog ikke an.
Det nye færøske skriftsprog afløste så småt den danske skriftsprogstradition fra slutningen af 1800-tallet. Efter lang strid blev færøsk officielt skolesprog på Færøerne 13. december 1938, hvor det afløste dansk. Færøsk har været kirkesprog siden 13. marts 1939 og siden 4. januar 1944 ligeberettiget retssprog.
Først ved hjemmestyreordningen 1948 blev færøsk hovedsproget på Færøerne. Dansk blev det officielle andetsprog og har også i nutiden en central rolle i det færøske samfund. I skolen har dansk status som første fremmedsprog, og børnene lærer det fra tredje klasse.

## Færøske dialekter
Nordenfjordsdialkter:
- Norderødialekt
- Østerødialekt (nord og syd)
- Sundalagdialekt
- Vågødialekt
- Sydstrømødialekt (Tórshavn-dialekt, havnarmálið)

Søndenfjordsdialekter:
- Sandødialekt
- Suderødialekt(er)

Søndenfjords betyder syd for Skopunarfjørður mellem Streymoy og Sandoy. Nordenfjords er også "tórshavnsk" og må ikke forveksles med Norderø-dialekten, som er lidt anderledes. Dertil er der ret store forskelle mellem dialekter i Sandoy og Suðuroy, og selv mellem dialekter i Suðuroy er der forskelle.

## Alfabet
| Bogstav | Navn                 | Fonetisk           |
| ------- | -------------------- | ------------------ |
| A, a    | fyrra a [fɪʐːa ɛa]   | /a, ɛa/            |
| Á, á    | á [ɔa, aː]           | /ɔa/ eller /aː/    |
| B, b    | be [beː]             | /b/                |
| D, d    | de [deː]             | /d/                |
| Ð, ð    | edd [ɛdː]            | ingen              |
| E, e    | e [eː]               | /ɛ, eː/            |
| F, f    | eff [ɛfː]            | /f/                |
| G, g    | ge [geː]             | /g/                |
| H, h    | há [hɔa]             | /h/                |
| I, i    | fyrra i [fɪʐːa iː]   | /ɪ, iː/            |
| Í, í    | fyrra í [fɪʐːa ʊi]   | /ʊ, ʊi/            |
| J, j    | jodd [jot]           | /j/                |
| K, k    | ká [kɔa]             | /k/                |
| L, l    | ell [ɛlː]            | /l/                |
| M, m    | emm [ɛmː]            | /m/                |
| N, n    | enn [ɛnː]            | /n/                |
| O, o    | o [oː]               | /ɔ, oː/            |
| Ó, ó    | ó [ɔu, œu]           | /œu, ɔu, au, œ, ɔ/ |
| P, p    | pe [peː]             | /p/                |
| R, r    | err [ɛɹ]             | /r, ɹ, ʂ, ʐ/       |
| S, s    | ess [ɛsː]            | /s/                |
| T, t    | te [teː]             | /t/                |
| U, u    | u [uː]               | /ʊ, uː/            |
| Ú, ú    | ú [ᵾu]               | /ᵾu/               |
| V, v    | ve [ʋeː]             | /ʋ/                |
| Y, y    | seinna i [saɪtna iː] | /ɪ, iː/            |
| Ý, ý    | seinna í [saɪtna ʊi] | /ʊ, ʊi/            |
| Æ, æ    | seinna a [saɪtna ɛa] | /a, ɛa/            |
| Ø, ø    | ø [øː]               | /œ, øː/            |
| Diftong |                      |                    |
| ei      | -                    | /aɪ, aiː/          |
| ey      | -                    | /ɛ, ɛiː/           |
| oy      | -                    | /ɔ, ɔiː/           |

Alfabetet hedder stavraðið på færøsk, benytter latinske bogstaver og benytter 29 forskellige bogstaver.
Bogstaverne Á, Í, Ú og Ý sorteres i dag efter henholdsvis A, I, U, og Y, mens de i tidligere ordbøger blev blandet ind mellem ord med disse bogstaver. F.eks. er rækkefølgen i Færøsk-dansk ordbog fra 1961: A, Á: [...] atreið, átrokandi, atsmakkur, átta, men i dag sorterer man: A: [...] atreið, atsmakkur, [...], Á: átrokandi, átta.
Bogstaverne Ð, ð forekommer aldrig ved begyndelsen af et ord. Derfor ses det store bogstav Ð kun, når alle bogstaver i et ord skrives stort, f.eks. på et landkort: SUÐUROY.
Ø, ø overtog i 1891 Ö og ö's plads, men de ses stadig visse steder, f.eks. i bryggerinavnet Föroya Bjór (oprettet 1888).

## Lydlære
Efter V.U. Hammershaimb 1891.

### Selvlydene og tvelydene (vokaler og diftonger)
- a udtales som rent [a] i enhver kort stavelse samt i alle ubetonede endestavelser, f.eks. andi, ånde, ånd; marka, mærke. I en lang stavelse udtales det på Norderøerne og Eysturoy [æstroi] som dansk [æ], på de øvrige øer som et sammensmeltet [æa] (i én stavelse), dog således at a-lyden er den fremherskende, f.eks. flag, græstørv, hagi, udyrket mark, skarð, bjærgkløft, udtales: [flæa], [hæaji], [skæar].
- á udtales, når det står i en lang stavelse, på Norderøerne og i flere bygder på Eysturoy som et langtrukket [a:], f.eks. ár, år, bátur, båd; på de andre øer lyder det som et sammensmeltet [åa] (i en stavelse), dog med fremherskende a-lyd; på Vágar [våar] udtales denne lyd bredest: [åar], [båatur]. I en kort stavelse udtales det på Norderøerne og Eysturoy som et meget åbent [å] eller undertiden som [a] (der kan have en svag bilyd af [o] eller [u]) efter sig), men på de andre øer som rent [å], som átti, ejede, sátt, forlig.
- e er åbent [æ] i en kort stavelse, som errin, stolt, brestur, knald, lukket i en lang, f.eks. hevur, har, ferð [fer], en rejse.
- i lyder, når det er kort, som dansk [i] i "spinde", f.eks. sigla, sejle, stinga, stikke, men når det er langt, som dansk [i:] i "smile", f.eks. til [ti:l], til, skin [sji:n], skin. Som udlyd i ubetonede endestavelser er det mere åbent, nærmende sig noget til [e], f.eks. koddi, en pude, kravdi, krævede. Når á, æ eller ø står umiddelbart foran i, indskydes i udtalen et [j] foran [i] (jf. udtalen af ð og g nedenfor); f.eks. smáir (læs: [småjir]), små; træið (læs: [træji]), træt; bøin (læs: [bøjin]), marken. På Suðuroy ([suwuroi] eller hurtigt: [su:ri]) høres dette indskudte [j] sjældent.
- í lyder i en lang stavelse som [yi] ([yj]) eller [ui], f.eks. hví [kvui], hvorfor, líva [luiva], beskærme. I en kort stavelse har det en mindre bred lyd, skírdi, døbte.
- o er åbent [å] i en kort stavelse, som tosti, tørst, smokka glide ned; lukket [o:] i en lang, som brot, et brud, et stykke, troka, trænge på.
- ó udtales i en lang stavelse som [ou] eller rettere [åu], men i Norderødialekten (samt på Vágar) som [öu], f.eks. ósi, en flodmunding, bjóða [bjouwa], byde. I en kort stavelse lyder det i Søndenfjordsdialekten (dialekten syd for Tórshavn ['toursjhaun], ['tåsjhaun]) som [å] eller [ou], f.eks. stórt, stort, dóttir, datter, læs: [stårt], [dåttir] eller [stourt], [douttir]; men derimod nordenfjords som [ö], altså [stört], [döttir]. Jf. Eivør Pálsdóttir [aivør pålsdöttir].
Som udlyd får det et gv efter sig, f.eks. klógv for "kló", en klo, sjógvur, sø; ligeledes når ordet ender på ov eller óg, som hógv for "hóv", mådehold, nógv for "nóg", meget; men kun på Suðuroy udtales dette ógv som ogv ([ougv]), på Sandoy og nordenfjords lyder det [egv] ([klegv], [sjegvur], [hegv], [negv]). Dette fænomen hedder skerping og er typisk færøsk.
- u lyd er som det danske u, enten det korte som i "hun", f.eks. upp, op, stuldur, tyveri, eller det lange, som i "hus", f.eks. duga, at du, hurð, en dør. I ubetonede endestavelser lyder det som [o] eller en mellemlyd mellem [o], [ö] og [ø], f.eks. flutu, de flød, gjóstur, tørrende blæst. Når á, æ eller ø står umiddelbart foran u, indskydes i udtalen foran [u] et [v] (jf. nedenfor udtalen af ð og g), f.eks. smáur (læs: [småvur]), liden, bøur (læs: bøvur), indmark; dette indskudte [v] høres ikke på Suðuroy.
- ú i lang stavelse lyder som norsk u med et efterslag af dansk u (eller som [yw]), f.eks. nú, nu, hús, hus. I en kort stavelse lyder ú almindelig som dansk åbent [y]. Som udlyd får det ofte, ligesom ó, et gv efter sig og har da en åben [i]-lyd, som: búgv [bigv], bo, trúgvur [trigvur], trofast, kúgv [kigv] (ikke [tsjigv]!), ko. Det er en anden udgave af skerping.
- y udtales ganske som i, f.eks. tyggja [tidsja], tygge; synir [sinir], sønner.
- ý udtales ganske som í, f.eks. krýndur [kruindur], kronet, mýs [muis], mus (flertal).
- æ udtales ganske som a (se ovenfor) og sammenblandes derfor med dette overalt, undtagen på Suðuroy hvor det lyder som [e] eller dansk [æ]; f.eks. klæðir [klæajir], klæder, rættur [rattur], rigtig. Det svarer til oldnorsk æ og é.
- ø er åbent i en kort stavelse, som snøggur, glathåret, lukket i en lang, som øl, øl.

De egentlige tvelyde (diftonger) er: ei, ey og oy.
- ei lyder som [ai] på Sydstreymoy (Tórshavn dialekt), Vágar og de sydlige øer, på Suðuroy dog ikke fuldt så åbent; på Nordstreymoy, Eysturoy og Norderøerne udtales det som [oi] ([åi]), idet bein, et ben, her udtales [boin], men på den sydlige halvdel af Færøerne [bain] (som på tysk). Eksempelvis tveir [tvair], 2, leita [laita], lede, søge.
- ey udtales overalt på øerne som [ei] ([æi]) i en lang stavelse, f.eks. fleytir, flødeskum, heysur, et hoved. I en kort stavelse udelades ofte nordenfjords (især i Tórshavn dialekten) y-lyden ganske i udtalen, f.eks. leyst [lest], løst (af leysur [leisur]), steyrvongur [stervongur], en vingebrudt fugl. Denne tvelyd svarer til islandsk au.
- oy udtales overalt som [oi] ([åi]) og bliver derfor på de nordlige øer blandet med ei; eksempler er loysa (af leysur), at løse; goymsla, varetægt. I en kort stavelse høres stundom kun [o], dog kun foran [g] og [k] forbundet med en anden medlyd, f.eks. bláoygdur [blåaogdur], blåøjet. Men drejer det sig om færøske ønavne som Nólsoy udstødes y-lyden, så udtalen bliver [nølsi]. Det gælder også for Føroyar [førjar], Færøerne og føroyskt [førist], færøsk sprog. Øer i andre lande hedder altid oyggj [oidsj] eller oggjar [oidsjar] (flertal), f.eks. Orknoyggjar, Orkneyøerne.

### Medlydene
Medlydene (konsonanterne) er: b, d, ð, f, g, h, j, k, l, m, n, p, r, s, t og v., af hvilke kun de følgende har noget særegent ved udtalen:
- d udtales meget hårdt i enden af en stavelse, f.eks. skuld, skyld, rinda, betale. I begyndelsen af en stavelse lyder det som i dansk; dog antager dj i reglen den samme hviskende udtale som gj, f.eks. djarvur [dsjarvur], djærv.
- ð udtales alle vegne undtagen på Suðuroy som [j] foran i (medmindre en u-lyd: u, ú eller ó kommer foran) samt efter i-lyd (i, í, y, ý, ei, ey, oy), f.eks. loðin [lojin], lodden, liður [lijur], et led, býður [buijur], byder, leiða [laija], lede, føre; ligeledes allevegne, undtagen på Suðuroy, som [v] foran u (når ingen i-lyd, se ovenfor, kommer foran), samt tildels eller oftest som [w] efter en u-lyd (u, ú, ó), f.eks. veður [vevur], vejr, muður [muwur], en mund, búðir [byuwir], boder, góðir [gouwir], gode. Talen er altså om i- eller u-områder, hvor ð bliver en glidevokal.
 Mellem to selvlyde, af hvilke ingen hører til i- eller u-lyden (a- eller e-området), eller når det står i udlyd, udtales det ikke, hvilket ligeledes er tilfældet når det står ved en anden medlyd, f.eks. vaða [væa], vade, í suðri [ui suri], i syd.
På Suðuroy er ð næsten ganske forsvundet i udtalen, undtagen i endelsen -aður, hvor de almindeligvis lyder som [v] og undertiden træffes hærdet til [d], f.eks. mánaður, en måned (læs [månavur], [månadur]).
På Norderøerne træffes ð enkelte steder hærdet til [d], som doydi ved siden af doyði, døde, ródu ved siden af róðu, roede. Datiderne hevði, havde, legði, lagde, og segði sagde, udtales overalt [hæiji], [læiji], [sæiji].
I nogle tilfælde udtales ðr som [gr], f.eks. í neðra [ui nægra], forneden, nedenunder, veðrur [vægrur], vædder, veðrið [vægri], vejret (bestemt form af veður [vevur]).
- ft bliver i nogle tilfælde assimileret til [tt], f.eks. aftan [attan], bag (ved), men: aftan [aftan], aften.
- g lyder hårdt foran a, á, í, o, ó, u, ú, ý, æ, ø, ei og ey, f.eks. góðska [gøska], godhed, geiri [gairi], en klud, goysa [goisa], styrte frem. Foran e, i, y, ey udtales det omtrent som engelsk g eller j i George, joy, f.eks. genta [dsjenta], en pige, gima [dsjima] have afsmag (af kød af væderlammene i brunsttiden), gyrða [dsjira], omgjorde, Geyti [dsjeiti], Gauti; således også regelmæssigt foran et i, der tilhører endelsen, når der i den foregående stavelse før g findes en anden medlyd, som i: borgin [bordsjin], borgen, slottet, hyggin [hiddsjin], forsigtig, veingir [vaindsjir], vinger, undir fargi [undir fardsji], under pres. Den samme hvislelyd har gj foran en af hårde medlyde, f.eks. gjálvur [dsjålvur], oprørt sø, eggja [eddsja], opægge.
På Suðuroy og Sandoy høres ofte en mindre hvislende udtale af gj, som på den førstnævnte ø kan gå over til et fyldigt [j], som: [gjenta], [jenta].
Når et enkelt g kommer imellem to selvlyde, høres det ikke i udtalen, men der indskydes ved en i- eller u-lyd et [j] eller [v], undtagen på Suðuroy, ganske på samme måde som ved ð (se ovenfor).
I nogle enkelte bygder på Suðuroy har i sidste tilfælde g til dels bevaret sin gamle aspirerede lyd, f.eks. dagur, dag, i Sumba [dæghir].
Står et enkelt g i enden af et ord, høres det ikke (som trog, et trug), hvorimod det lyder meget hårdt foran visse medlyde, som dags [daks], dags (ejefald af dagur [dæawur]), Løgtingið [løktingi], Lagtinget.
Undertiden (som på Suðuroy) antager g, når det kommer foran n, en nasal udtale, f.eks. logn [longn], vindstille.
- h har kun noget ejendommeligt i udtalen når det står foran j eller v, idet hj og hv udtales som [tsj] og [kv], f.eks. hjá [tsjåa], hos, hjó [tsjou], huggede (dog er det blevet stumt i ordene hjarta [jasjta], hjærte, hjálpa [jålpa], hjælpe); hvalur [kvæalur], hval, Hvalba [kvalba], "hvalbø".
- k udtales hårdt undtagen foran e, i, y og ey (jf. g ovenfor), hvor det lyder som ch i engelsk chance, f.eks. kelda [tsjelda], kilde, kistil [tsjistil], lille kasse, kyssa [tsjissa], kysse, keypa [tsjeipa], købe. Foran disse selvlyde udtales sk som engelsk sh, f.eks. skefta [sjefta], sætte skaft på, skip [sji:p], en skib. Den samme hvislende lyd har kj og skj foran de hårde selvlyde, som: kjaftur [tsjaftur], kæft, skjóta [tsjouta], skyde.
På Suðuroy træffes oftere en mindre hvislende udtale af k foran e, i, y, ey og af kj foran andre selvlyde.
- ll lyder som [ddl], f.eks. fjall [fjaddl], fjeld, kallur [kaddlur], (egtl. karlur) karl, mand, Nólsoyar Páll [nølsjar påddl], "Nolsøs-Poul" (nationalhelt).
- nn udtales efter en tvelyd som [ddn]: seinni [saiddni], senere, oynna og oynni [oiddna] og [oiddni], (gf. og hf. af oyggj, en ø, i den bestemte form); på Suðuroy også efter en lang selvlyd. Ellers lyder nn altid som [n:], f.eks. Anna (navnet).
- m udtales i den hyppige dativ-endelse -um altid [un]. F.eks. í Føroyum [ui førjun], i (på) Færøerne.
- r udtales med tungespidsen. Almindeligvis høres det færøske r ofte som engelsk r (men ikke amerikansk!) og foran [k], [p], [t] som [sj], f.eks. útvarp [yutvasjp], radio. Men rn udtales sædvanlig [ddn], f.eks. bjørn [bjøddn], en bjørn, orna [oddna], blive varm. 
I enkelte ord udtales rn derimod som [rn]: ørn, en ørn, torn en tårn, Arni [arni], men Árni [ådni], Arne; ligeledes overalt hvor forbindelsen rn er opstået ved udstødelse af en selvlyd, der har stået imellem dem, f.eks. farnir, farne (flertal af farin). I flertallet af navneordene med det bestemte kendeord bortfalder r sædvanligvis i udtalen, f.eks. akrarnir [akranir], agrene, gøturnar [gøtunar], stierne. Dog høres det i flertalsendelsen ur af den stærke bøjning når det bestemte kendeord sættes til, således i: bøkurnar, bøgerne, brøðurnir, brøderne, men almindeligvks foretages her en omsætning, således: bøkrinar, brøðrinir.
Efter de lange selvlyde udtales det her atter som [ddn], f.eks. kýrna [kuiddnar], køerne, idet den lange selvlyd forkortes i udtalen.
- tj og stj udtales sædvanligvis som kj og skj, f.eks. tjóð [tsjou], nation, folk, Tjørnuvík [tsjødnuvuik]. På Suðuroy og tildels på Eysturoy og Norderøerne er der endnu tydelig forskel på tj og kj, stj og skj.
- vn bliver foran en anden medlyd gerne til [mn] eller [m] i hurtig udtale som i ordene: javnt [jamt], jævnt, nevndur [nemdur], nævnet. Og nevnd, komité, kan udtales [neund] eller [nemd]. Som på dansk er havn dog [haun], navn [naun].

## Ordbøjning

### Navneord og tillægsord (substantiver og adjektiver)
Ligesom oldnordisk og islandsk kender færøsk tre køn.
- kallkyn (k.) – hankøn (maskulinum)
- kvennkyn (kv.) – hunkøn (femininum)
- hvørkikyn (h.) – intetkøn (neutrum)

De bøjes i alle forholdsformer:
- hvørfall (hvrf.) – nominativ
- hvønnfall (hvnf.) – akkusativ
- hvørjumfall (hvmf.) – dativ
- hvørsfall (hvsf.) – genitiv

Bemærk at genitiven er sjælden i former som nedenfor, men den findes ofte i komposita. Bemærk også at:
- hankøn kender 5 hovedklasser af nomina med 53 underklasser. Stort set adskiller de sig med to flertalendelser (hrvf. og hvnf.): enten -ar eller -ir;
- hunkøn kender 7 hovedklasser med 34 underklasser. Her findes tre forskellige flertalendelser (hrvf. og hvnf.): -ar, -ir eller -ur ;
- intetkøn ligner ofte hankøn, har derfor også 5 hovedklasser og 34 underklasser. Her findes -u(r) som flertalsendelse, når endelsen i ental er -a (som i hunkøn). Desuden har ord med en selvlyd på enden af roden ofte et -r i flertal.

Her ses hyppige repræsentanter: Bátur (båd) er typisk med nominativendelsen -ur. Genta (pige) med endelsen -a. Barn (barn) uden endelse.
Adjektiverne bøjes stærkt i ubestemt område og svagt i bestemt område. På disse tabeller ses samtidig de svarende artikler og spørgsmålsord (de er i bestemt form heldigvis identisk).
- ein stórur bátur [ain stourur båatur] – en stor båd
- ein vøkur genta [ain vøkur dsjenta] – en smuk pige
- eitt gott barn [aitt gott badn] – et god barn

Bemærk at alle udtalelseregler gælder, når færøske ord bøjes, altså lydes dativendelsen -um altid [-un].

#### Ubestemte former
| Fald      | ?        | Hankøn               | ?           | Hunkøn                | ?        | Intetkøn             |
| --------- | -------- | -------------------- | ----------- | --------------------- | -------- | -------------------- |
| Nominativ | hvør?    | ein stórur bátur     | hvør?       | ein vøkur genta       | hvat?    | eitt gott barn       |
| Akkusativ | hvønn?   | ein stóran bát       | hvørja?     | eina vakra gentu      | hvat?    | eitt gott barn       |
| Dativ     | hvørjum? | einum stórum báti    | hvørj(ar)i? | einari vakrari gentu  | hvørjum? | einum góðum barni    |
| Genitiv   | hvørs?   | eins stórs báts      | hvørjar?    | einar vakrar gentu    | hvørs?   | eins góðs barns      |
| Flertal:  |          | 2 store både         |             | 2 smukke piger        |          | 2 gode børn          |
| Nominativ | hvørjir? | tveir stórir bátar   | hvørjar?    | tvær vakrar gentur    | hvørji?  | tvey góð børn        |
| Akkusativ | hvørjar? | tveir stórar bátar   | hvørjar?    | tvær vakrar gentur    | hvørji?  | tvey góð børn        |
| Dativ     | hvørjum? | tveimum stórum bátum | hvørjum?    | tveimum vøkrum gentum | hvørjum? | tveimum góðum børnum |
| Genitiv   | hvørja?  | tveggja stóra báta   | hvørja?     | tveggja vakra genta   | hvørja?  | tveggja góða barna   |

#### Bestemte former
| Fald      | Hankøn               | Hunkøn                | Intetkøn            |
| --------- | -------------------- | --------------------- | ------------------- |
| Nominativ | hin stóri báturin    | hin vakra gentan      | hitt góða barnið    |
| Akkusativ | hin stóra bátin      | hina vøkru gentuna    | hitt góða barnið    |
| Dativ     | hinum stóra bátinum  | hini vøkru gentuni    | hinum góða barninum |
| Genitiv   | hins stóra bátsins   | hinar vøkru gentunnar | hins góða barnsins  |
| Nominativ | hinir stóru bátarnir | hinar vøkru genturnar | hini góðu børnini   |
| Akkusativ | hinar stóru bátarnar | hinar vøkru genturnar | hini góðu børnini   |
| Dativ     | hinum stóru bátunum  | hinum vøkru gentunum  | hinum góðu børnunum |
| Genitiv   | hinna stóru bátanna  | hinna vøkru gentunna  | hinna góðu barnanna |

### Verberne
Verberne konjugeres, som på alle andre germanske sprog, kun i to tempora (tider): præsens (eller hvad man kunne kalde "ikke-datid", da denne form både dækker præsens og tildels også futurum) og præteritum (eller datid). Andre verbalformer dannes ved hjælp af hjælpeverber eller andre omskrivninger. I modsætning til dansk bøjes verber i alle personer i ental, men har dog en fælles form i flertal. Tygum er høflighedsformen "De", og kan godt bruges, når man begynder med at tale færøsk, fordi den i nutid benytter infinitivformen (at kalla – at kalde; tygum kalla – De kalder).

#### Den svage bøjningsmåde
Her findes fire klasser (med nogle underklasser). Eksempler er:
1. rodendelse -a, 2-3.pers.sg. -r – kalla! (imperativ), tú/hann kalla-r (du/han kalder)
2. 2-3.pers.sg. -ur – tú/hann selur (du/han sælger)
3. 2-3.pers.sg. -ir – tú/hann dømir (du/han dømmer)
4. 2. pers.sg. -rt – tú rørt (du ror). Her kan foregår en skærpning når området tillader det: eg rógvi [e regvi], jeg ror; vs. eg róði [e rouwi], jeg roede.

|                              | Præsens | Præteritum | Præsens | Præteritum | Præsens | Præteritum | Præsens | Præteritum |
| ---------------------------- | ------- | ---------- | ------- | ---------- | ------- | ---------- | ------- | ---------- |
| eg                           | kalli   | kallaði    | selji   | seldi      | dømi    | dømdi      | rógvi   | róði       |
| tú                           | kallar  | kallaði    | selur   | seldi      | dømir   | dømdi      | rørt    | róði       |
| hann, hon, tað               | kallar  | kallaði    | selur   | seldi      | dømir   | dømdi      | rør     | róði       |
| vit tit teir, tær, tey tygum | kalla   | kallaðu    | selja   | seldu      | døma    | dømdu      | rógva   | róðu       |
| Pf.ptc.pass.                 |         | kallað     |         | selt       |         | dømt       |         | róð        |

#### Den stærke bøjningsmåde
Disse verber betegnes også som regelmæssige, men faktisk findes der syv klasser. De opdeles efter den måde hvorpå rodvokalerne ændrer sig:
1. í – ei – i- i; – at bíta – eg beit – vit bitu – vit hava bitið (bide)
2. ó/ú- ey – u- o; – at bróta – eg breyt – vit brutu – vit hava brotið (bryde, brække)
3. e/i/ø – a- u- o/u; – at svimja – eg svam – vit svumu – vit hava svomið (svømme)
4. e/o – a – ó – o; – at bera – eg bar – vit bóru – vit hava borið (bære)
5. *o – o – o – o; – at koma – eg kom – vit komu – vit hava komið (komme)
6. e/i – a/á – ó – i; – at liggja – eg lá – vit lógu – vit hava ligið (ligge)
7. a – ó – ó – a; – at fara – eg fór – vit fóru – vit hava farið (bevæge sig, fare, gå – både egl. og overf.)
8. a/á – e – i – i; – at fáa – eg fekk – vit fingu – vit hava fingið (få)

|                              | Præsens | Præteritum | Præsens | Præteritum | Præsens | Præteritum | Præsens | Præteritum | Præsens | Præteritum | Præsens | Præteritum | Præsens | Præteritum |
| ---------------------------- | ------- | ---------- | ------- | ---------- | ------- | ---------- | ------- | ---------- | ------- | ---------- | ------- | ---------- | ------- | ---------- |
| eg                           | bíti    | beit       | bróti   | breyt      | svimji  | svam       | komi    | kom        | liggi   | lá         | fari    | fór        | fái     | fekk       |
| tú                           | bítur   | beitst     | brýtur  | breytst    | svimur  | svamst     | kemur   | komst      | liggur  | lást       | fert    | fórt       | fært    | fekst      |
| hann, hon, tað               | bítur   | beit       | brýtur  | breyt      | svimur  | svam       | kemur   | kom        | liggur  | lá         | fer     | fór        | fær     | fekk       |
| vit tit teir, tær, tey tygum | bíta    | bitu       | bróta   | brutu      | svimja  | svumu      | koma    | komu       | liggja  | lógu       | fara    | fóru       | fáa     | fingu      |
| Pf.ptc.pass.                 |         | bitið      |         | brotið     |         | svomið     |         | komið      |         | ligið      |         | farið      |         | fingið     |

#### Hjælpeverber
- at vera – at være
- at hava – at have
- at verða – at blive, indtræffe, ske; komme til at; forblive; blive til noget
- at blíva – at blive

|                              | Præsens | Præteritum | Præsens | Præteritum | Præsens | Præteritum | Præsens | Præteritum |
| ---------------------------- | ------- | ---------- | ------- | ---------- | ------- | ---------- | ------- | ---------- |
| eg                           | eri     | var        | havi    | hevði      | verði   | varð       | blívi   | bleiv      |
| tú                           | ert     | varst      | hevur   | hevði      | verður  | varðst     | blívur  | bleivst    |
| hann, hon, tað               | er      | var        | hevur   | hevði      | verður  | varð       | blívur  | bleiv      |
| vit tit teir, tær, tey tygum | eru     | vóru       | hava    | høvdu      | verða   | vórðu      | blíva   | blivu      |
| Pf.ptc.pass.                 |         | verið      |         | havt       |         | verðið     |         | blivið     |

Bemærk at der ingen mulighed er for at adskille præteritumsformerne af vera fra verða i udtalen, eftersom ð er stumt.

#### Modalverber
- at kunna – at kunne, vide noget man har lært; forstår; formå
- at munna – at monne, ville, komme til at
- at mega – at måtte, kunne, formå, være i stand til
- at skula – at skulle, være nødt til at gøre noget
- at vita – at vide, kende
- at vilja – at ville; ønske, attrå; komme til at

|                              | Præsens      | Præteritum | Præsens      | Præteritum | Præsens    | Præteritum | Præsens      | Præteritum | Præsens | Præteritum | Præsens | Præteritum |
| ---------------------------- | ------------ | ---------- | ------------ | ---------- | ---------- | ---------- | ------------ | ---------- | ------- | ---------- | ------- | ---------- |
| eg                           | kann         | kundi      | man          | mundi      | má         | mátti      | skal         | skuldi     | veit    | visti      | vil     | vildi      |
| tú                           | kanst        | kundi      | manst        | mundi      | mást       | mátti      | skalt        | skuldi     | veitst  | visti      | vilt    | vildi      |
| hann, hon, tað               | kann         | kundi      | man          | mundi      | má         | mátti      | skal         | skuldi     | veit    | visti      | vil     | vildi      |
| vit tit teir, tær, tey tygum | kunnu/ kunna | kundu      | munnu/ munna | mundu      | mugu/ mega | máttu      | skulu/ skula | skuldu     | vita    | vistu      | vilja   | vildu      |
| Pf.ptc.pass.                 |              | kunnað     |              | munnað     |            | megað      |              | skulað     |         | vitað      |         | viljað     |

#### Perfektum, Pluskvamperfektum, Futurum og Futurum præteriti
Perfektum og pluskvamperfektum dannes af hhv. præsens og præteritum af verbet hava (ved nogle verber dog med vera)plus perfektiv participium passiv-formen af grundverbet. Participiet sættes i intetkøn ental.
- eg havi bart – jeg har slået.
- eg hevði bart – jeg havde slået.

Futurum og futurum præteriti dannes af navneform med nutid og fortid af vilja:
- eg vil berja – jeg vil slå.
- eg vildi berja – jeg ville slå.

## Miniparlør og talord
| Tal       | Navn                 | Udtale                                     |
| --------- | -------------------- | ------------------------------------------ |
| 0         | null                 | [nʊlː]                                     |
| 1         | ein eitt             | [ain, ɔin] [aɪtʰ, ɔɪtʰ]                    |
| 2         | tveir tvær tvey      | [tʋaiɹ, tʋɔiɹ] [tʋɛaɹ, tʋɛaɹ] [tʋɛi, tʋɛi] |
| 3         | tríggir tríggjar trý | [trʊɪdʒːɪɹ] [trʊɪdʒːaɹ] [trʊi]             |
| 4         | fýra                 | [fʊiɹa]                                    |
| 5         | fimm                 | [fɪmː]                                     |
| 6         | seks                 | [sɛks]                                     |
| 7         | sjey                 | [ʃɛi]                                      |
| 8         | átta                 | [ɔtʰːa]                                    |
| 9         | níggju               | [nʊdʒːʊ]                                   |
| 10        | tíggju               | [tʊdʒːʊ]                                   |
| 11        | ellivu               | [ɛtlɪʋʊ]                                   |
| 12        | tólv                 | [tœlʋ, tɔlʋ]                               |
| 13        | trettan              | [trɛtʰan]                                  |
| 14        | fjúrtan              | [fjʏʂtan]                                  |
| 15        | fimtan               | [fɪmtan]                                   |
| 16        | sekstan              | [sɛkstan]                                  |
| 17        | seytjan              | [sɛitʃan]                                  |
| 18        | átjan                | [ɔatʃan]                                   |
| 19        | nítjan               | [nʊitʃan]                                  |
| 20        | tjúgu                | [tʃᵾuwʊ]                                   |
| 21        | einogtjúgu           | [ainotʃᵾuwʊ]                               |
| 30        | tretivu              | [tretɪʋʊ]                                  |
| 40        | fjøruti              | [fjøɹɪtɪ]                                  |
| 50        | hálvtrýss            | [hɔltrʊɪʃ]                                 |
| 60        | trýss                | [trʊɪʃ]                                    |
| 70        | hálvfjerðs           | [hɔlfjɛʂ]                                  |
| 80        | fýrs                 | [fʊʂ]                                      |
| 90        | hálvfems             | [hɔlfɛms]                                  |
| 100       | (eitt) hundrað       | [aɪtʰ hʊndra]                              |
| 101       | hundrað og ein       | [hʊndra o ain]                             |
| 1000      | (eitt) túsund        | [aɪtʰ tᵾusɪn]                              |
| 1100      | ellivuhundrað        | [ɛtlɪvʊhʊndra]                             |
| 2000      | tvey túsund          | [tvɛi tᵾusɪn]                              |
| 1.000.000 | (ein) miljón         | [ain mɪljɔun]                              |
| 2.000.000 | tvær miljónir        | [tʋɛar mɪljɔunɪr]                          |

- Ja [jæa] – ja
- Nei [nai] eller [noi] – nej
- Jú [jyu] – jo, da vel
- Takk fyri [takk firi] – tak (for...)
  - ...seinast [sainast] – ...sidst
  - ...í kvøld [ui kvøld] – ...i aften
  - ...vitjanina [vitsjanina] – ...besøget
  - ...hjálpina [jålpina] – ...hjælpen
  - ...lán [låan] – ...lån
- Stóra tøkk [stoura tøkk] – mange tak
- Orsaka ['åsjæaka] – undskyld
- Eingin orsøk ['åndsjin 'åsjø:k] – ingen årsag
- Ger so væl,... [dsjesjo væal] – vær så venlig,... / værsgo
- Versgu [væsjgu] – værsgo
- Góðan morgun [gouwan morgun] – god morgen
- Góðan dag [gouwan dæa] – god dag
- Gott kvøld [gott kvøld] – god aften
- Hey [hei] – hej
- Halló [hallou] – hallo
- Væl gagnist [væal gaggnist] – velbekomme (svar på manga takk efter måltider, og bruges altid som hilsen hvis man kommer ind et sted hvor folk sidder og spiser)
- Hvussu gongur (gongst)? [kvussu gongur (gongst)] – hvordan har du / De / I det?
- Tað gongur væl, takk, og tygum / tær? [tæa gongur væal takk o tijun / tæar] – tak godt, og De / du?
- Hampiligt [hampilit] – ordentlig
- Farvæl – farvel (næsten som på dansk)
- Góða ferð [gouwa fer] – god rejse
- Vit síggjast [vit suddsjast] – vi ses
- Kanska [kanska] – måske
- Hvar er...? [kvæar er] – hvor er...?
- Kunnu tygum vísa mær tað á kortinum? [kunnu tijun vuisa mæar tæa åa kåsjtinun] – kan De vise mig det på kortet?
- Lat meg fáa hetta [læat me fåa hætta] – Lad mig få dette
- Eg vildi fegin havt... [e vildi fæjin haft] – Jeg vil gerne have...
- Hvussu nógv kostar hetta? [kvussu negv kåstar hætta] – Hvor meget koster det?
- Hvussu eita tygum / eitur tú? [kvussu aita tijun / aitur tyu] – Hvad hedder De /du?
- Eg eiti... [e aiti] – jeg hedder...
- Veðrið er ringt [vægri er ringt] – vejret er dårligt
- Tað er fitt [tæa er fitt] – det er meget godt, ordentligt, positivt
- Tað er í lagi [tæa er ui læaji] – det er i orden
- Tað veit eg ikki [tæa vait e ihtsj] – det véd jeg ikke
- Eg skilji ikki [e sjilji ihtsj] – jeg forstår ikke
- Hvat siga tygum? [kveat sija tijun] – hvad siger De?
- Ha? [ha:] – hvad? hvabehar? undskyld?
- Hvat heitur ... á føroyskum, donskum, enskum? [kvæat aitur ... åa føriskun, dånskun, ænskun] – hvad hedder ... på færøsk, dansk, engelsk?
- Eg eri úr Danmørk / Noregi / Svøríki [e eri yur danmørk / noregi / svøruitsji] – jeg er fra Danmark / Norge / Sverige
- Eg búgvi í Keypmannahavn [e bigvi ui tjeipmannahaun] – jeg bor i København
- Ert tú føroyingur? [esjt tyu føringur] – Er du færing?
- Eg tosi eitt sindur føroyskt [e tosi ait sindur førist] – jeg taler lidt færøsk
- Eg eri fyrstu (aðru, triðju, fjórðu, fimtu) ferð í Føroyum [e eri fistu (æaru, triju, fjouru, fimtu) fer ui førjun] – jeg er på Færøerne for første (anden, tredje, fjerde, femte) gang.
- Føroyskt er vakurt, men torført at læra (skilja) [førist er væakusjt mænn torføsjt æt læara (sjilja)] – Færøsk er smukt, men vanskeligt at lære (forstå)
- Føroyar dámar mær væl [førjar dåamar mæar væal] – Færøerne kan jeg godt lide

Eksempler fra: Richard Kölbl: Färöisch Wort für Wort, 2004 (tysk sprogfører)

## Forvekslinger ved oversættelse
| dansk         | færøsk         | færøsk         | dansk                            |
| ------------- | -------------- | -------------- | -------------------------------- |
| eg            | eik            | eg*            | jeg                              |
| faglitteratur | yrkisbókmentir | fagurbókmentir | skønlitteratur                   |
| et fag        | eitt yrki      | fagur          | skøn (men: ein yrking = et digt) |
| (at) gø       | (at) goyggja   | gø             | gale                             |
| kunst         | list           | snild          | list                             |
| odinshane     | helsareyði     | óðinshani      | vindrossel                       |
| samfund       | samfelag       | samfundur      | gensyn, genforening              |
| sang          | songur         | song           | seng                             |
| svanger       | uppá vegin     | svangur        | sulten                           |
| tak!          | takk! [takk]   | tak! [tæak]    | tag!                             |
| (hav)terne    | terna [tedna]  | terna [terna]  | stewardesse                      |
| villa         | sethús         | villa          | fejl                             |

- De dialekter som udtaler dette pronomen [je:] har også den mulighed at stave det: jeg, lige som på dansk.

## Fadervor
Matthæusevangeliet 6:9-16, nyfærøsk efter Jacob Dahl og Kristian Osvald Viderø, 1961.
Faðir vár, Tú, sum ert í Himli.
Heilagt verði navn Títt.
Komi ríki Títt.
Verði vilji Tín, sum í Himli, so á jørð.
Gev okkum í dag okkara dagliga breyð.
Og fyrigev okkum syndir okkara, so sum vit eisini fyrigeva teimum, ið móti okkum synda.
Leið okkum ikki í freistingar, men frels okkum frá tí illa.
Tí at títt er ríkið, valdið og heiðurin um allar ævir.
Amen
- Kilde: bibelselskabet.dk Arkiveret 4. februar 2007 hos  Wayback Machine
- Se også: Fader vor

### Ordbøger
Jens Kristjan Svabo arbejdede med en færøsk ordbog.
Den første samling var på 5.300 ord og med udvidelser var den omkring 1808 på 7.500 ord.
- Jóhannes av Skarði, red. (1967), Donsk-Færoysk Orðabók, Thorshavn: Færøernes Videnskabelige Selskab, Wikidata  Q118498176
- Hjalmar Petersen, Marius Staksberg: Donsk-føroysk orðabók. Tórshavn 2005. ISBN 99918-41-51-2 (Dansk-færøsk ordbog).
- M.A. Jacobsen, Christian Matras: Føroysk-donsk orðabók. Tórshavn 1961. (Færøsk-dansk ordbog).
- J.H.W. Poulsen et al.: Føroysk orðabók. Tórshavn 1998.
  - ISBN 99918-41-52-0 (i 1 bind, hæftet).
  - ISBN 99918-41-53-9 (i 2 bind, indbundet).
  - ISBN 99918-41-54-7 (CD-ROM).

(den første ordbog færøsk-færøsk, omkr. 65.000 stikord, synonymer. Billeder ved Bárður Jákupsson).

### Hør færøsk på nettet
- UF.fo – Útvarp Føroya Arkiveret 24. september 2017 hos  Wayback Machine (Færøernes Radio. Under "ÚF beinleiðis" på venstre findes en livestream)
- KvF.fo – Sjónvarp Føroya Arkiveret 24. november 2020 hos  Wayback Machine (Færøernes Fjernsyn. Under "Sendingar á alnótini" findes dagens nyheder, debat og kulturnyhederne som WMF-videos til download)
- Heimasíða við føroyskum tónleiki Arkiveret 21. maj 2005 hos  Wayback Machine (Hjemmeside med færøsk musik)

### Diskuter på færøsk på nettet
- Kvinna.fo Arkiveret 18. august 2019 hos  Wayback Machine (Kvinna, Færøernes eneste kvindetidskrift har et livlig "kjak")
- Kjak.fo Arkiveret 26. september 2015 hos  Wayback Machine (kjak.fo er andet stor forum på færøsk)
- Jesus.fo Arkiveret 17. maj 2014 hos  Wayback Machine (Jesus.fo er et kristeligt forum på færøsk)